# Su-Wei Hsieh
Este es un nombre chino; el apellido es Hsieh (謝).
Hsieh Su-Wei (en chino tradicional, 謝淑薇; Kaohsiung, 4 de enero de 1986) es una jugadora profesional de tenis taiwanesa que ha destacado sobre todo en la categoría de dobles, llegando a ganar diversos Grand Slams tanto en dobles femenino como mixto.
Hsieh ganó el oro en la competición individual de tenis de los Juegos Asiáticos celebrados en Doha (Catar) en 2006. En la modalidad de dobles ha ganado dos Grand Slam, los de Wimbledon y RolandGarros, en los años 2013 y 2014, con lo que llegó a ser la jugadora número 1 del ranking WTA en dobles.

## Torneos de Grand Slam

### Dobles

#### Títulos (7)
| Año  | Torneo               | Pareja           | Oponentes en la final               | Resultado        |
| 2013 | Wimbledon            | Shuai Peng       | Ashleigh Barty Casey Dellacqua      | 7-6(1), 6-1      |
| 2014 | Roland Garros        | Shuai Peng       | Sara Errani Roberta Vinci           | 6-4, 6-1         |
| 2019 | Wimbledon            | Barbora Strýcová | Gabriela Dabrowski Xu Yifan         | 6-2, 6-4         |
| 2021 | Wimbledon            | Elise Mertens    | Veronika Kudermétova Yelena Vesnina | 3-6, 7-5, 9-7    |
| 2023 | Roland Garros        | Wang Xinyu       | Leylah Fernandez Taylor Townsend    | 1-6, 7-6(5), 6-1 |
| 2023 | Wimbledon            | Barbora Strýcová | Elise Mertens Storm Sanders         | 7-5, 6-4         |
| 2024 | Abierto de Australia | Elise Mertens    | Lyudmyla Kichenok Jeļena Ostapenko  | 6-1, 7-5         |

#### Finalista (2)
| Año  | Torneo               | Pareja           | Oponentes en la final              | Resultado     |
| 2020 | Abierto de Australia | Barbora Strýcová | Tímea Babos Kristina Mladenovic    | 2-6, 1-6      |
| 2025 | Wimbledon            | Jeļena Ostapenko | Elise Mertens Veronika Kudermétova | 6-3, 2-6, 4-6 |

### Dobles mixto

#### Títulos (2)
| Año  | Torneo               | Pareja        | Oponentes en la final            | Resultado           |
| 2024 | Abierto de Australia | Jan Zieliński | Desirae Krawczyk Neal Skupski    | 6-7(5), 6-4, [11-9] |
| 2024 | Wimbledon            | Jan Zieliński | Giuliana Olmos Santiago González | 6-4, 6-2            |

## Títulos WTA (38; 3+35)

### Individual (3)
| Leyenda                                        |
| ---------------------------------------------- |
| Grand Slam (0)                                 |
| Juegos Olímpicos (0)                           |
| WTA Tour Championships/Finals (0)              |
| WTA Elite Trophy (0)                           |
| Tier I, P. Mandatory & Premier 5, WTA 1000 (0) |
| Tier II, Premier, WTA 500 (0)                  |
| Tier III & IV, International, WTA 250 (3)      |

| No. | Fecha                    | Torneo       | Superficie | Oponente en la final | Resultado           |
| 1.  | 4 de marzo de 2012       | Kuala Lumpur | Dura       | Petra Martić         | 2-6, 7-5, 4-1, ret. |
| 2.  | 22 de septiembre de 2012 | Guangzhou    | Dura       | Laura Robson         | 6-3, 5-7, 6-4       |
| 3.  | 16 de septiembre de 2018 | Hiroshima    | Dura       | Amanda Anisimova     | 6-2, 6-2            |

### Dobles (35)
| Leyenda                                         |
| ----------------------------------------------- |
| Grand Slam (7)                                  |
| Juegos Olímpicos (0)                            |
| WTA Tour Championships/Finals (1)               |
| Tier I, P. Mandatory & Premier 5, WTA 1000 (13) |
| Tier II, Premier, WTA 500 (5)                   |
| Tier III & IV, International, WTA 250 (9)       |

| No. | Fecha                    | Torneo               | Superficie    | Pareja              | Oponentes en la final                 | Resultado              |
| 1.  | 23 de septiembre de 2007 | Pekín                | Dura          | Chia-Jung Chuang    | Xinyun Han Xu Yifan                   | 7-6(2), 6-3            |
| 2.  | 30 de septiembre de 2007 | Seúl                 | Dura          | Chia-Jung Chuang    | Eleni Daniilidou Jasmin Woehr         | 6-2, 6-2               |
| 3.  | 14 de septiembre de 2008 | Bali                 | Dura          | Shuai Peng          | Marta Domachowska Nadia Petrova       | 6-7(4), 7 6(3), [10-7] |
| 4.  | 28 de septiembre de 2008 | Seúl                 | Dura          | Chia-Jung Chuang    | Vera Dushevina María Kirilenko        | 6-3, 6-0               |
| 5.  | 16 de enero de 2009      | Sídney               | Dura          | Shuai Peng          | Nathalie Dechy Casey Dellacqua        | 6-1, 6-0               |
| 6.  | 9 de mayo de 2009        | Roma                 | Tierra batida | Shuai Peng          | Daniela Hantuchová Ai Sugiyama        | 7-5, 7-6(5)            |
| 7.  | 11 de octubre de 2009    | Pekín                | Dura          | Shuai Peng          | Alla Kudryavtseva Ekaterina Makarova  | 6-3, 6-1               |
| 8.  | 24 de septiembre de 2011 | Guangzhou            | Dura          | Saisai Zheng        | Chan Chin-wei Xinyun Han              | 6-2, 6-1               |
| 9.  | 18 de junio de 2012      | Birmingham           | Hierba        | Tímea Babos         | Liezel Huber Lisa Raymond             | 7-5, 6-7(2), [10-8]    |
| 10. | 19 de mayo de 2013       | Roma                 | Tierra batida | Shuai Peng          | Sara Errani Roberta Vinci             | 4-6, 6-3, [10-8]       |
| 11. | 7 de julio de 2013       | Wimbledon            | Hierba        | Shuai Peng          | Ashleigh Barty Casey Dellacqua        | 7-6(1), 6-1            |
| 12. | 18 de agosto de 2013     | Cincinnati           | Dura          | Shuai Peng          | Anna-Lena Grönefeld Květa Peschke     | 2-6, 6-3, [12-10]      |
| 13. | 21 de septiembre de 2013 | Guangzhou            | Dura          | Shuai Peng          | Vania King Galina Voskoboeva          | 6-3, 4-6, [12-10]      |
| 14. | 27 de octubre de 2013    | Tour Championships   | Dura          | Shuai Peng          | Ekaterina Makarova Yelena Vesnina     | 6-4, 7-5               |
| 15. | 16 de febrero de 2014    | Doha                 | Dura          | Shuai Peng          | Kveta Peschke Katarina Srebotnik      | 6-4, 6-0               |
| 16. | 16 de marzo de 2014      | Indian Wells         | Dura          | Shuai Peng          | Cara Black Sania Mirza                | 7-6(5), 6-2            |
| 17. | 8 de junio de 2014       | Roland Garros        | Tierra batida | Shuai Peng          | Sara Errani Roberta Vinci             | 6-4, 6-1               |
| 18. | 26 de febrero de 2017    | Budapest             | Dura (i)      | Oksana Kalashnikova | Arina Rodionova Galina Voskoboeva     | 6-3, 4-6, [10-4]       |
| 19. | 16 de abril de 2017      | Biel                 | Dura (i)      | Monica Niculescu    | Timea Bacsinszky Martina Hingis       | 5-7, 6-3, [10-7]       |
| 20. | 17 de marzo de 2018      | Indian Wells         | Dura          | Barbora Strýcová    | Ekaterina Makarova Yelena Vesnina     | 6-4, 6-4               |
| 21. | 23 de febrero de 2019    | Dubái                | Dura          | Barbora Strýcová    | Lucie Hradecká Ekaterina Makarova     | 6-4, 6-4               |
| 22. | 11 de mayo de 2019       | Madrid               | Tierra batida | Barbora Strýcová    | Gabriela Dabrowski Xu Yifan           | 6-3, 6-1               |
| 23. | 23 de junio de 2019      | Birmingham           | Hierba        | Barbora Strýcová    | Anna-Lena Grönefeld Demi Schuurs      | 6-4, 6-7(4), [10-8]    |
| 24. | 14 de julio de 2019      | Wimbledon            | Hierba        | Barbora Strýcová    | Gabriela Dabrowski Xu Yifan           | 6-2, 6-4               |
| 25. | 12 de enero de 2020      | Brisbane             | Dura          | Barbora Strýcová    | Ashleigh Barty Kiki Bertens           | 3-6, 7-6(7), [10-8]    |
| 26. | 22 de febrero de 2020    | Dubái                | Dura          | Barbora Strýcová    | Barbora Krejčíková Saisai Zheng       | 7-5, 3-6, [10-5]       |
| 27. | 28 de febrero de 2020    | Doha                 | Dura          | Barbora Strýcová    | Gabriela Dabrowski Jeļena Ostapenko   | 6-2, 5-7, [10-2]       |
| 28. | 20 de septiembre de 2020 | Roma                 | Tierra batida | Barbora Strýcová    | Anna-Lena Friedsam Ioana Raluca Olaru | 6-2, 6-2               |
| 29. | 10 de julio de 2021      | Wimbledon            | Hierba        | Elise Mertens       | Veronika Kudermétova Yelena Vesnina   | 3-6, 7-5, 9-7          |
| 30. | 16 de octubre de 2021    | Indian Wells         | Dura          | Elise Mertens       | Veronika Kudermétova Elena Rybakina   | 7-6(1), 6-3            |
| 31. | 11 de junio de 2023      | Roland Garros        | Tierra batida | Wang Xinyu          | Leylah Fernandez Taylor Townsend      | 1-6, 7-6(5), 6-1       |
| 32. | 16 de julio de 2023      | Wimbledon            | Hierba        | Barbora Strýcová    | Elise Mertens Storm Sanders           | 7-5, 6-4               |
| 32. | 16 de julio de 2023      | Wimbledon            | Hierba        | Barbora Strýcová    | Elise Mertens Storm Sanders           | 7-5, 6-4               |
| 33. | 28 de enero de 2024      | Abierto de Australia | Dura          | Elise Mertens       | Lyudmyla Kichenok Jeļena Ostapenko    | 6-1, 7-5               |
| 34. | 16 de marzo de 2024      | Indian Wells         | Dura          | Elise Mertens       | Storm Hunter Kateřina Siniaková       | 6-3, 6-4               |
| 35. | 23 de junio de 2024      | Birmingham           | Hierba        | Elise Mertens       | Miyu Kato Zhang Shuai                 | 6-1, 6-3               |

#### Finalista (17)
| No. | Fecha                    | Torneo               | Superficie | Pareja             | Oponentes en la final                 | Resultado           |
| 1.  | 29 de septiembre de 2004 | Seúl                 | Dura       | Chia-Jung Chuang   | Cho Yoon-jeong Jeon Mi-ra             | 3-6, 6-1, 5-7       |
| 2.  | 6 de enero de 2007       | Auckland             | Dura       | Shikha Uberoi      | Janette Husárová Paola Suárez         | 0-6, 2-6            |
| 3.  | 18 de febrero de 2007    | Bangalore            | Dura       | Alla Kudryavtseva  | Yung-Jan Chan Chia-Jung Chuang        | 7-6(4), 2-6, [9-11] |
| 4.  | 10 de febrero de 2008    | Pattaya City         | Dura       | Vania King         | Yung-Jan Chan Chia-Jung Chuang        | 4-6, 3-6            |
| 5.  | 17 de agosto de 2008     | Cincinnati           | Dura       | Yaroslava Shvédova | María Kirilenko Nadia Petrova         | 3-6, 6-4, [8-10]    |
| 6.  | 26 de octubre de 2014    | WTA Finals           | Dura (i)   | Shuai Peng         | Cara Black Sania Mirza                | 1-6, 0-6            |
| 7.  | 28 de febrero de 2015    | Doha                 | Dura       | Sania Mirza        | Raquel Kops-Jones Abigail Spears      | 4-6, 4-6            |
| 8.  | 19 de agosto de 2017     | Cincinnati           | Dura       | Monica Niculescu   | Yung-Jan Chan Martina Hingis          | 6-4, 4-6, [7-10]    |
| 9.  | 24 de febrero de 2018    | Dubái                | Dura       | Shuai Peng         | Hao-Ching Chan Zhaoxuan Yang          | 6-4, 2-6, [6-10]    |
| 10. | 25 de agosto de 2018     | New Haven            | Dura       | Laura Siegemund    | Andrea Hlaváčková Barbora Strýcová    | 4-6, 7-6(7), [4-10] |
| 11. | 23 de septiembre de 2018 | Seúl                 | Dura       | Hsieh Shu-ying     | Choi Ji-hee Han Na-lae                | 3-6, 2-6            |
| 12. | 21 de septiembre de 2019 | Osaka (Pacífico)     | Dura       | Hsieh Shu-ying     | Hao-Ching Chan Yung-Jan Chan          | 5-7, 5-7            |
| 13. | 3 de noviembre de 2019   | WTA Finals           | Dura (i)   | Barbora Strýcová   | Tímea Babos Kristina Mladenovic       | 1-6, 3-6            |
| 14. | 31 de enero de 2020      | Abierto de Australia | Dura       | Barbora Strýcová   | Tímea Babos Kristina Mladenovic       | 2-6, 1-6            |
| 15. | 17 de noviembre de 2021  | WTA Finals           | Dura       | Elise Mertens      | Barbora Krejčíková Kateřina Siniaková | 3-6, 4-6            |
| 16. | 22 de febrero de 2025    | Dubái                | Dura       | Jelena Ostapenko   | Kateřina Siniaková Taylor Townsend    | 6-7(5), 4-6         |
| 17. | 13 de julio de 2025      | Wimbledon            | Hierba     | Jeļena Ostapenko   | Veronika Kudermétova Elise Mertens    | 6-3, 2-6, 4-6       |

## Títulos WTA 125s
| Leyenda  | Individuales | Dobles |
| -------- | ------------ | ------ |
| WTA 125s | 0            | 1      |

### Individual (0)

#### Finalista (1)
| N.º | Fecha           | Torneo  | Superficie | Oponentes      | Resultado |
| --- | --------------- | ------- | ---------- | -------------- | --------- |
| 1.  | 12 de noviembre | Hua Hin | Dura       | Belinda Bencic | 3-6, 4-6  |

### Dobles (1)
| N.º | Fecha                   | Torneos  | Superficie | Pareja         | Oponentes                | Resultado   |
| --- | ----------------------- | -------- | ---------- | -------------- | ------------------------ | ----------- |
| 1.  | 26 de noviembre de 2017 | Honolulu | Dura       | Hsieh Shu-ying | Eri Hozumi Asia Muhammad | 6-1, 7-6(3) |

## Clasificación en torneos del Grand Slam

### Dobles
| Torneos                   | 2005 | 2006 | 2007 | 2008 | 2009 | 2010 | 2011 | 2012 | 2013 | 2014 | 2015 | 2016 | 2017 | 2018 | 2019 | 2020 | 2021 | 2022 | 2023 | 2024 | 2025 | G–P    | Títulos |
| ------------------------- | ---- | ---- | ---- | ---- | ---- | ---- | ---- | ---- | ---- | ---- | ---- | ---- | ---- | ---- | ---- | ---- | ---- | ---- | ---- | ---- | ---- | ------ | ------- |
| Grand Slam                |      |      |      |      |      |      |      |      |      |      |      |      |      |      |      |      |      |      |      |      |      |        |         |
| Abierto de Australia      | 1R   | 2R   | 1R   | 2R   | CF   | 3R   | CF   | 2R   | 3R   | 2R   | 2R   | 3R   | A    | SF   | 2R   | F    | 2R   | A    | A    | G    | F    | 39–17  | 1       |
| Roland Garros             | A    | A    | 2R   | 1R   | SF   | 1R   | 1R   | 2R   | 2R   | G    | CF   | 1R   | 2R   | 1R   | 3R   | 3R   | 3R   | A    | G    | 2R   | 2R   | 29–15  | 2       |
| Wimbledon                 | A    | 1R   | 1R   | 1R   | 1R   | 3R   | 1R   | 3R   | G    | 3R   | CF   | 1R   | 1R   | 3R   | G    | NC   | G    | A    | G    | SF   | F    | 38–14  | 4       |
| Abierto de Estados Unidos | A    | A    | 1R   | 1R   | 2R   | 2R   | 3R   | SF   | CF   | 3R   | 2R   | A    | 3R   | 3R   | 3R   | A    | CF   | A    | SF   | 1R   |      | 24–15  | 0       |
| WTA Tour Championships    | A    | A    | A    | A    | A    | A    | A    | A    | G    | F    | A    | A    | A    | A    | F    | NC   | F    | A    |      | 1R   |      | 11-7   | 1       |
| G–P                       | 0–1  | 1–2  | 1–4  | 1–4  | 8–4  | 5-4  | 5–4  | 8–3  | 14–3 | 13–4 | 8–4  | 2-3  | 3-3  | 8-4  | 14-5 | 7-2  | 15-4 | 0-0  | 16-1 | 12-5 | 11-3 | 144–67 | 8       |

## Victorias sobre números 1
| # | Jugadora     | Evento                       | Superficie | Ronda | Resultado      |
| - | ------------ | ---------------------------- | ---------- | ----- | -------------- |
| 1 | Simona Halep | Campeonato de Wimbledon 2018 | Césped     | 3R    | 3-6, 6-4, 7-5  |
| 1 | Naomi Osaka  | Masters de Miami 2019        | Dura       | 3R    | 4-6 7-6(4) 6-3 |